# Álvaro Teherán
Álvaro Teherán, né le 6 janvier 1966 à Maria La Baja, en Colombie, et mort le 4 mai 2020 à Carthagène des Indes, Colombie, est un joueur colombien de basket-ball. Il évolue au poste de pivot.